# Георги Белчев
Георги Парясков Белчев (изписване до 1945 година: Георги Бѣлчевъ) е български революционер, деец на Върховния македоно-одрински комитет.

## Биография
Белчев е роден в 1868 година в разложкото градче Мехомия, тогава в Османската империя, днес Разлог, България. Присъединява се към ВМОК. Участва в Илинденско-Преображенското въстание през лятото на 1903 година. Взима участие в нападението на четата на Петър Каназирев над Белица през септември 1903 година. Участва и в последвалото сражение с войска в помощ на четата на полковник Анастас Янков. След въстанието продължава да се занимава с революционна дейност до освобождението на Разлога през Балканската война в 1912 година.
На 7 април 1943 година, като жител на Разлог, подава молба за българска народна пенсия, която е одобрена и пенсията е отпусната от Министерския съвет на Царство България.